# Klínecký tunel
Klínecký tunel je železniční tunel č. 110 na katastrálním území Klínec na železniční trati Praha – Vrané nad Vltavou – Čerčany/Dobříš v km 25,139–25,206 mezi zastávkami Bojov a Klínec.

## Historie
Roku 1882 České obchodní dráhy zprovoznily místní dráhu Nusle–Modřany převážně pro potřeby modřanského cukrovaru. Trať byla roku 1897 prodloužena do Dobříše, roku 1900 byla dostavěna odbočka do Jílového u Prahy, která se zde napojila na již existující trať z Čerčan. Tunely na trati 210 (Skochovický tunel, Libřický tunel, Davelský tunel, Jarovský tunel, Pikovický tunel, Jílovský tunel I, Jílovský tunel II a Klínecký tunel) patří neodmyslitelně k romantice trati 210 běžně nazývané Posázavský Pacifik.

## Geologie a geomorfologie
Tunel se nachází v geomorfologické oblasti Středočeská pahorkatina, celku Benešovská pahorkatina s podcelkem Dobříšská pahorkatina s okrskem Mníšecká pahorkatina.
Geologické podloží v oblasti je tvořeno břidlicemi, drobami a jílovci, v oblasti Bojovského potoka bylo těženo zlato.
Tunel leží v nadmořské výšce 255 m, je dlouhý 67,50 m.

## Popis
Jednokolejný tunel je na trati Vrané nad Vltavou – Dobříš mezi zastávkami Bojov a Klínec hlubokým údolím Bojovského potoka. Byl proražen roce 1896 ostrohem, který obtéká Bojovský potok. Stavba byla zadána firmě Osvald Životský a J. Hrabě a trať byla uvedena do provozu 22. září 1897.